# Los Llangossets
Los Llangossets és una muntanya de 518 metres que es troba al municipi de la Granadella, a la comarca catalana de les Garrigues.
Al cim podem trobar-hi un vèrtex geodèsic (referència 252128001).